# Royale Entente blégnytoise
Maillots
Dernière mise à jour : mai 2018.
La Royale Entente Blegnytoise est un club de football belge, localisé à Blegny, dans la province de Liège. Porteur du matricule 236, le club tire son nom actuel d'une fusion, survenue en 1997, entre le R. FC Blegny, le SL Mortier et le FC Levallois (lui-même issu d'une fusion préalable entre le R. USC St-Rémy et le FC Housse). Lors de la saison 2020-2021, il évolue en deuxième provinciale. Il a disputé au cours de son histoire 18 saisons dans les divisions nationales, toutes au quatrième niveau.

## Histoire

Ancien logo.

Le 30 novembre 1921 est fondé le Football Club Blégny, dans l'entité de Blegny, près de Liège. Le club s'affilie à l'Union Belge le 21 mai 1922, et est versé dans les séries régionales liégeoises pour commencer la saison suivante. En décembre 1926, le club reçoit le matricule 236. Le club évolue toujours en provinciales lorsqu'il est reconnu « Société Royale » le 20 avril 1951, et adapte son nom en Royal Football Club Blegny.
Le RFC Blegny parvient finalement à rejoindre la Promotion, quatrième et dernier niveau national, en 1968. Après six saisons terminées en milieu de classement (entre la 7e et la 10e place), le club est relégué vers la première provinciale en 1975, terminant avant-dernier de sa série. Il ne reste qu'un an en provinciales, et revient en Promotion directement. Cette fois, le séjour dure huit saisons, jusqu'à une nouvelle relégation en 1984. À nouveau, le club parvient à revenir au niveau national dès la saison suivante, mais il en est relégué un an plus tard.
Dans la première des années 1990, plusieurs clubs de la commune unissent leurs destinées. Tout d'abord, la RUSC St-Rémy fusionne avec le FC Housse pour former le FC Levallois. Ce club fusionne en 1997 avec le SL Mortier et le RFC Blegny pour former l'actuelle Royale Entente blégnytoise. Le club fusionné conserve le matricule 236 de Blegny, le plus ancien et le seul à avoir un passé en nationales, tandis que les autres sont radiés.
Après des années difficiles, qui ont vu le club reculer dans la hiérarchie provinciale, il remporte le titre de la province de Liège en 2011, et remonte ainsi en Promotion pour la première fois depuis 25 ans. Le retour en nationales est difficile pour le club. S'il parvient à assurer son maintien via les barrages en 2012, il ne peut éviter la relégation directe la saison suivante et doit donc reculer en première provinciale, deux ans après l'avoir quittée.

## Résultats dans les divisions nationales
Statistisques mises à jour au 7 mai 2013

### Bilan
| Niv | Divisions     | Jouées | Titres | TM Up | TM Down |
| --- | ------------- | ------ | ------ | ----- | ------- |
| I   | 1re nationale | 0      | 0      |       |         |
| II  | 2e nationale  | 0      | 0      |       |         |
| III | 3e nationale  | 0      | 0      |       |         |
| IV  | 4e nationale  | 18     | 0      |       | 1       |
| V   | 5e nationale  | 0      | 0      |       |         |
|     |               |        |        |       |         |
|     | TOTAUX        | 18     | 0      | 0     | 1       |

- TM Up : test-match pour départager des égalités, ou toutes formes de Barrages ou de Tour final pour une montée éventuelle.
- TM Down : test-match pour départager des égalités, ou toutes formes de Barrages ou de Tour final pour le maintien.

### Classement saison par saison
| Ordre               | Saison  | Nom du club            | Niveau            | Classement final | Remarques |
| ------------------- | ------- | ---------------------- | ----------------- | ---------------- | --------- |
| 1                   | 1968-69 | R. Blégny FC           | Promotion série D | 8e/16            |           |
| 2                   | 1969-70 | R. Blégny FC           | Promotion série D | 7e/16            |           |
| 3                   | 1970-71 | R. Blégny FC           | Promotion série A | 9e/16            |           |
| 4                   | 1971-72 | R. Blégny FC           | Promotion série B | 7e/16            |           |
| 5                   | 1972-73 | R. Blégny FC           | Promotion série A | 9e/16            |           |
| 6                   | 1973-74 | R. Blégny FC           | Promotion série B | 10e/16           |           |
| 7                   | 1974-75 | R. Blégny FC           | Promotion série B | 15e/16           | Relégué!  |
| séries provinciales |         |                        |                   |                  |           |
| 8                   | 1976-77 | R. Blégny FC           | Promotion série D | 13e/16           |           |
| 9                   | 1977-78 | R. Blégny FC           | Promotion série A | 12e/16           |           |
| 10                  | 1978-79 | R. Blégny FC           | Promotion série A | 12e/16           |           |
| 11                  | 1979-80 | R. Blégny FC           | Promotion série B | 8e/16            |           |
| 12                  | 1980-81 | R. Blégny FC           | Promotion série D | 10e/16           |           |
| 13                  | 1981-82 | R. Blégny FC           | Promotion série D | 8e/16            |           |
| 14                  | 1982-83 | R. Blégny FC           | Promotion série D | 7e/16            |           |
| 15                  | 1983-84 | R. Blégny FC           | Promotion série C | 15e/16           | Relégué!  |
| séries provinciales |         |                        |                   |                  |           |
| 16                  | 1985-86 | R. Blégny FC           | Promotion série D | 16e/16           | Relégué!  |
| séries provinciales |         |                        |                   |                  |           |
| 17                  | 2011-12 | R. Entente blégnytoise | Promotion série D | 13e/16           | Barrages  |
| 18                  | 2012-13 | R. Entente blégnytoise | Promotion série D | 14e/16           | Relégué!  |
| séries provinciales |         |                        |                   |                  |           |